# Chiesa della Natività di Maria Santissima (Serramazzoni)

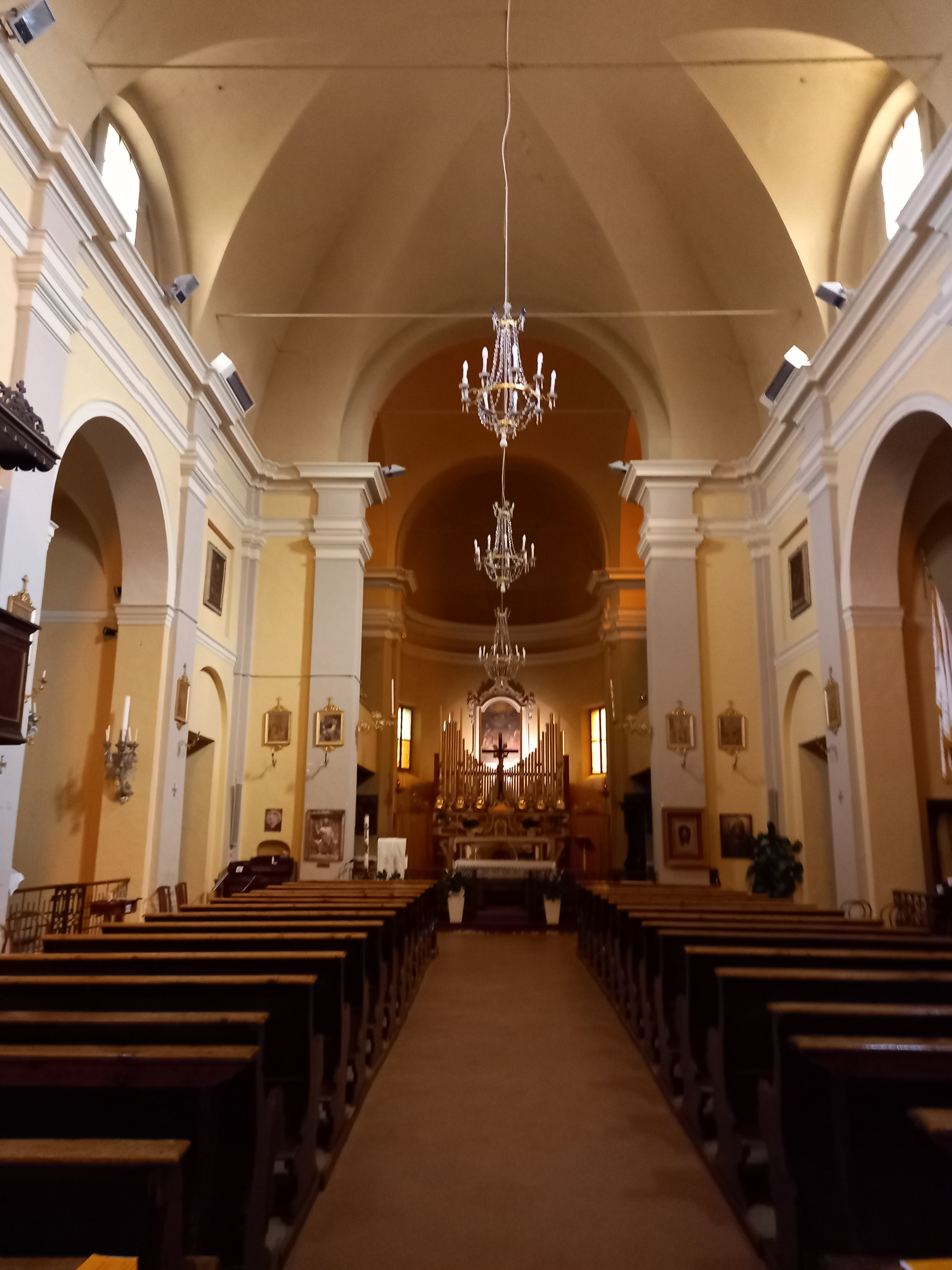
Interno della chiesa

La chiesa della Natività di Maria Santissima è la parrocchiale patronale di Selva, frazione del comune italiano di Serramazzoni, in provincia di Modena. Appartiene al vicariato di Serramazzoni nell'arcidiocesi di Modena-Nonantola. Il luogo di culto che ci è pervenuto risale al XIX secolo.

## Storia
La prima citazione storica su documenti che riferiscono della località di Selva risalgono al XII secolo quando l'area era occupata da un bosco di querce da cui il nome di Silva de Ula o anche di Silva de Virola. Questo luogo venne donato dal vescovo di Modena Dodone ai monaci benedettini di San Pietro Apostolo che, dopo averlo in parte disboscato, vi eressero una prima chiesa con un piccolo convento. In documenti del 1115 questa chiesa venne citata col nome di Santa Maria de Silva, dipendeva dalla chiesa madre di Modena e aveva la funzione di chiesa parrocchiale locale. Il territorio attorno rimase sotto il controllo di vari signori e nel 1575 entrò tra i possedimenti della famiglia Boncompagni che lo mantenne sino al 1797. L'antica chiesa col tempo venne in parte abbandonata e si dimostrò sempre meno adatta alle esigenze dei fedeli sino a quando nel 1865 si decise la costruzione di un nuovo luogo di culto. Della chiesa primitiva si hanno scarse notizie che si possono ricavare dalle visite pastorali e da alcuni documenti e memorie scritte. Sembra che sia stata oggetto di una ricostruzione voluta dalla popolazione nel 1617, che dopo quel momento, pur essendo a navata unica, fosse dotata di due cappelle laterali e l'orientamento fosse quello tradizionale verso est e attorno vi fossero ancora numerose querce. Era dotata di un ampio sagrato e di un piccolo campanile a vela. Pochi anni dopo, la canonica già appariva in degrado e in seguito lo stesso luogo di culto appariva malridotto. La decisione della sua ricostruzione ebbe l'autorizzazione vescovile nel 1833, quando il vescovo Adeodato Caleffi vi si recò in visita pastorale. Il cantiere venne aperto su progetto di Francesco Vandelli e quando le strutture murarie principali furono ultimate, nel 1870, la chiesa fu benedetta e aperta al culto dei fedeli. Parti dell'antica chiesa vennero recuperate, come l'antico altare maggiore e il tabernacolo riutilizzati per il nuovo altare. Nel 1874 venne ultimata la volta e nel 1880 la pavimentazione. Nella cella campanaria vennero installate le quattro nuove campane, pervenute nel 1897 dalla ditta Bassi-De Poli di Vittorio Veneto. La solenne consacrazione fu celebrata il 20 maggio 1911 dal vescovo Natale Bruni. Nel 1919 la struttura venne rinforzata con la posa di catene nei fori che erano già stati predisposti dall'architetto Francesco Vandelli e che si rivelarono fondamentali per limitare i danni del sisma che colpì il territorio nel 1920.

## Descrizione

### Esterni
La chiesa si trova a Selva, frazione di Serramazzoni, in provincia di Modena. Presenta la facciata a salienti con pietre a vista. Il corpo centrale ha il portale di accesso architravato sormontato in asse dalla finestra a lunetta tripartita, cieca ai lati, e si conclude col grande frontone triangolare. La copertura del tetto a due falde è in coppi di laterizio.

### Interni
La navata interna è unica con quattro cappelle laterali. Nella parte presbiteriale si conserva l'organo a canne novecentesco. La copertura interna è realizzata con volta a crociera.  L'adeguamento liturgico del presbiterio, leggermente sopraelevato, è stato realizzato tra il 1980 e il 1990. Si è conservato l'altare originario col tabernacolo in scagliola.